# Approvvigionamento
L'approvvigionamento è il reperimento delle materie prime, beni e servizi necessari al funzionamento di un'attività produttiva o al sostentamento della famiglia o di una comunità.
Le fasi di approvvigionamento, specialmente per le attività economico-produttive, rivestono estrema importanza economica e organizzativa per la vita dell'azienda.

## Fasi dell'approvvigionamento
È fondamentale gestire e controllare tutte le fasi dell'approvvigionamento che possono essere sintetizzate nel modo seguente:
- valutazione dei fabbisogni quantitativa, qualitativa ed economico-finanziaria
- pianificazione degli acquisti e delle consegne
- valutazione dei mercati di approvvigionamento e richiesta dei preventivi ad un numero adeguato di fornitori (minimo due, tipicamente cinque) al fine di permettere confronti competitivi
- valutazione delle offerte e decisione sui tempi di consegna, bilanciando le esigenze derivanti dai fabbisogni produttivi e di esercizio con le disponibilità effettive dichiarate dai fornitori
- scelta del prezzo (e conseguente costo) valutando i prezzi unitari, il lotto (quantità) d'acquisto in funzione del prezzo, congruenza delle specifiche di prodotto richieste, qualità (presunta in caso di prima fornitura, accertata in caso di fornitore abituale), tempi di consegna, condizioni finanziarie, oneri di trasporto e grado di affidabilità del fornitore circa i parametri di scelta citati

## Impatto della componente finanziaria
Per le condizioni finanziarie praticate dai fornitori, a volte può risultare più conveniente o necessario acquistare ad un prezzo unitario più elevato, ma con più favorevoli condizioni di pagamento; ciò succede quando si è in presenza di alti tassi d'interesse, scarsa liquidità di cassa, scarsa capacità di indebitamento o condizioni bancarie sfavorevoli. Tale scelta viene chiamata: farsi finanziare dai fornitori.
I fornitori possono incentivare l'aumento quantitativo dell'approvvigionamento con riduzioni di prezzo o favorevoli condizioni di pagamento. Occorre dunque valutare attentamente le conseguenze derivanti dagli oneri di gestione dei magazzini, dalla possibile obsolescenza dei prodotti, dall'andamento previsto dei mercati per tali prodotti, dalle esigenze di conservazione e/o deterioramento degli stessi. Il fornitore vuole con tale pratica: fidelizzare il cliente, assicurarsi una fornitura sicura, sbarrare per un certo tempo l'ingresso dei concorrenti, valutare anche la possibilità di concordare consegne a lotti in tempi scaglionati.

## Il processo di acquisto
Analizza il processo di acquisto, dal momento in cui nasce il bisogno del cliente interno all'impresa, allo sviluppo di azioni correttive per allineare le prestazioni del fornitore agli obbiettivi prefissati dall'impresa stessa.
Il processo si sviluppa su una logica sequenziale di decisioni, quali la definizione delle specifiche di acquisto, la ricerca e la selezione del fornitore e la negoziazione delle condizioni contrattuali, e di attività operative per il rifornimento, quali la formalizzazione scritta dell'ordine, la spedizione e la valutazione o l'impressione del dopo acquisto.
Fare approvvigionamento significa sviluppare un insieme di attività, di tipo strumentale, che generano il processo di acquisto. Parliamo di processo di acquisto e non di funzione di acquisto.
Le attività partono dall'identificazione di un bisogno all'interno dell'impresa, come la funzione di produzione. Si definiscono le specifiche del prodotto con un livello di dettaglio adeguato. La ricerca del fornitore si conclude con una valutazione di pre-qualifica. Scelto il fornitore, comincia la fase di negoziazione: al centro ci sono le variabili economico-finanziarie che non sono determinate solo dal prezzo, ma da variabili di tipo logistico, i luoghi di consegna e discorsi di tipo tecnico-funzionale. Seguono le fasi di formalizzazione dell'ordine con un foglio da compilare prestampato con l'emissione di un ordine generale e il momento di attivazione dello stesso, e la fase di valutazione con la raccolta e la sistematizzazione dei dati del fornitore.
Nota bene:
In ambito industriale e professionale in genere, acquisto e approvvigionamento non sono affatto sinonimi.
L'acquisto è il processo commerciale (speculare alla vendita per il fornitore) ovvero quello che ha come output un accordo contrattuale con un fornitore, e comprende il marketing di acquisto. L'approvvigionamento è il processo che provvede operativamente alle forniture e fa parte della logistica.

## Tempo di approvvigionamento
Il tempo di approvvigionamento di un bene può essere particolarmente lungo, e bisogna tenerne conto nella pianificazione dei processi produttivi. Nel caso in cui si debba individuare il fornitore di un nuovo materiale, il tempo totale di approvvigionamento risulta, infatti, dalla somma dei tempi necessari alle seguenti operazioni:
Da parte dell'ente richiedente:
- la stesura della specifica tecnica
- l'emissione della richiesta d'acquisto
- l'inoltro della richiesta d'acquisto corredata della specifica tecnica alla funzione Acquisti

Da parte della funzione Acquisti:
- la scelta della rosa dei potenziali fornitori da invitare alla gara
- l'invio delle richieste d'offerta corredate dalla specifica tecnica
- alla scadenza del tempo gara, l'analisi ed il confronto delle offerte pervenute
- la valutazione della parte tecnica delle offerte assieme all'ente richiedente
- l'invito delle ditte selezionate alla trattativa finale
- la trattativa commerciale
- l'emissione (a volte) di un ordine preliminare per accelerare i tempi
- l'approntamento e l'invio dell'ordine formale corredato di tutta la documentazione tecnica necessaria

Da parte del fornitore:
- l'approntamento del bene richiesto, se non già disponibile a magazzino
- il trasporto a destinazione del bene entro i termini di consegna pattuiti

Da parte del ricevente:
- la ricezione del materiale a magazzino con i relativi controlli
- il controllo qualitativo se questo non è già certificato dal fornitore

Appena a questo punto il materiale richiesto è pronto per essere utilizzato dalla Produzione.

## Il sistema informativo per gli acquisti
- Un sistema informativo automatizzato ben organizzato può supportare adeguatamente la gestione degli approvvigionamenti; particolare importanza rivestono alcuni aspetti di gestione e pianificazione:
  - previsione dei fabbisogni su base pianificazione produzione derivante da budget - ordini (lancio della produzione)
  - calcolo dei fabbisogni su scorta minima (pre-fissata) e lotto di riordino
  - indici di rotazione o indici di giacenza delle referenze a magazzino
  - elenco degli ordini in corso
  - costo finanziario degli immobilizzi di magazzino
  - obsolescenza delle referenze
  - lista ABC dei prodotti